# Raymond Cannon
Raymond Cannon, nato Ulises Tildmann Cannon (1º settembre 1892 – Hollywood, 7 giugno 1977), è stato un attore, sceneggiatore e regista statunitense.

## Filmografia parziale

### Attore
- Boots, regia di Elmer Clifton (1919)
- Amore sulle labbra (True Heart Susie), regia di D.W. Griffith (1919)
- Turning the Tables, regia di Elmer Clifton (1919)
- Chickens, regia di Jack Nelson (1921)
- Penny of Top Hill Trail, regia di Arthur Berthelet (1921)
- Watch Your Step, regia di William Beaudine (1922)
- His Back Against the Wall, regia di Rowland V. Lee (1922)
- The Printer's Devil, regia di William Beaudine (1923)

### Sceneggiatore
- Taxi! Taxi! (1927) - adattamento
- Fast and Furious (1927) - adattamento
- The Rejuvenation of Aunt Mary (1927)
- La casa del terrore (Something Always Happens) (1928)
- Red Wine (1928)
- Joy Street (1929)
- Tailspin Tommy in The Great Air Mystery (1935)
- Samurai (1945)

### Regista
- Red Wine (1928)
- Joy Street (1929)
- Why Leave Home? (1929)
- Ladies Must Play (1930)
- Night Life in Reno (1931)
- Hotel Variety (1933)
- The Outer Gate (1937)
- Swing It, Sailor! (1938)
- Samurai (1945)